# Muzeul de Istorie din Sighișoara
Muzeul de Istorie din Sighișoara este un muzeu județean din Sighișoara, amplasat în Piața Muzeului nr. 1. Muzeul a fost organizat în Turnul cu Ceas, datând din secolele al XIV-lea, refăcut în sec. al XVI-lea și apoi în 1678 și 1894. Turnul face parte din complexul Porții din față ce asigură accesul în Cetate din Orașul de Jos, inițial cu două treceri carosabile, este înalt de 64 m, cu cinci nivele, cu galerie deschisă din lemn la ultimul nivel. Parterul Turnului, alcătuit din piatră de râu cu pereți groși de 2,30 m, datează din secolul al XIV-lea. Turnul a fost afectat de incendiul din 1676 și a fost refăcut parțial, ca și acoperișul, de către meșteri de formație barocă - Veit Gruber, Philipp Bonge și Valentinus Zimmermann. La 1648 se adaugă sferturile de oră la ceas de către Johan Kirschel din Königsberg, figurinele fiind refăcute în 1677, și reprezintă zilele săptămânii sub chipul zeilor antici și zeițele Păcii, Dreptății și Justiției, doi îngerași Ziua și Noaptea, doi toboșari și călăul. Aceste figurine au fost restaurate între anii 1999 - 2001. Turnul a fost până în 1556 Primăria orașului, iar la sfârșitul secolului al XIX-lea a devenit muzeul de istorie al orașului Sighișoara. Muzeul de Istorie Sighișoara deține următoarele categorii de colecții: arheologie (preistorie, daco-romană, migrații, medievală), farmacie și instrumentar medical, artă, mobilier, arta decorativă, instrumente muzicale, obiecte și unelte de breaslă, orologerie, etnografie: mobilier, unelte de uz gospodăresc, textile, ceramică, icoane pe lemn și pe sticlă; arme albe și arme de foc, numismatică.
Muzeul a fost organizat în Turnul cu Ceas, monument istoric din secolul al XIV-lea.